# Italiaanse parlementsverkiezingen 2013
De Italiaanse parlementsverkiezingen 2013 werden op 23, 24 en 25 februari 2013 in Italië gehouden. De stembussen sloten om 3 uur 's middags op 25 februari.
In het parlement van Italië waren in totaal 945 zetels te verdelen. In de Kamer waren 630 zetels te winnen, waarvan er 475 door evenredige vertegenwoordiging gekozen konden worden. De overige 155 leden zijn afgevaardigden van de autonome regio's van Italië. In de Senaat waren 315 zetels te verdelen.

## Kiesstelsel

### Camera dei deputati
De Camera dei deputati wordt door evenredige vertegenwoordiging gekozen door Italianen boven de 18 jaar. De stemgerechtigden hebben geen stemplicht. De grootste partij krijgt automatisch 55% van de zetels (347 zetels) in het Huis van Afgevaardigden, de overige 45% worden naar een evenredige verdeling verdeeld. De kiesdrempel is 8% voor allianties en 4% voor partijen. Mocht een alliantie geen 10% halen, dan worden de partijen afzonderlijk geteld. Zij moeten dan minimaal 4% van de stemmen halen. Er zijn in totaal 630 zetels te verdelen.

### Senato della Repubblica
De Senato della Repubblica wordt door evenredige vertegenwoordiging gekozen door Italianen boven de 25 jaar. De stemgerechtigden hebben geen stemplicht. De partij die de grootste in een autonome regio's wordt, krijgt 55% van de te vergeven zetels in die regio. Er zijn in totaal 315 zetels te verdelen.

## Kandidaat-coalities
Zoals gebruikelijk vormen Italiaanse partijen coalities voordat de verkiezingen beginnen. Dit jaar maakten vier coalities kans op het Italiaanse premierschap.

### Democratische Partij
De Democratische Partij (Partito Democratico, PD) is een centrumlinkse Italiaanse politieke partij, geleid door de voormalig communist Pier Luigi Bersani, afkomstig uit de Italiaanse Communistische Partij PCI. De Democratische Partij is een coalitie van de Democratici di Sinistra (opvolger PCI), La Margherita en enkele sociaalliberale partijen.
De Democratische Partij steunde premier Mario Monti en zijn omstreden bezuinigingsbeleid dat nodig was om het vertrouwen in Italië te herstellen. Daarbij moest de partij wel moeilijke hervormingen als een hogere pensioenleeftijd en een versoepeling van het ontslagrecht steunen. Dit viel in slechte aard bij de sociaaldemocraten, maar desondanks was Bersani en zijn Democratische Partij de grootste in de laatste officiële peiling van 9 februari.

### Il popolo della libertà
Il popolo della libertà (Het volk van de vrijheid) is een centrumrechtse coalitie onder leiding van Silvio Berlusconi, die al drie ambtstermijnen premier was geweest. De belangrijkste partijen in de coalitie zijn Berlusconi's partij Forza Italia en de Lega Nord van Umberto Bossi. Ook geniet Il popolo della libertà de steun van zes kleine liberale partijen. Silvio Berlusconi, het belangrijkste gezicht van de partij, gaf aan geen premier te willen worden bij een overwinning.
Het belangrijkste campagnethema was de IMU, de Italiaanse federale ozb, ingevoerd door premier Mario Monti. Hoewel Berlusconi de invoering destijds had gesteund, beloofde hij in de campagne meerdere malen de IMU met terugwerkende kracht af te schaffen. Om zijn daad kracht bij te zetten, stuurde hij miljoenen Italianen een brief met daarin de mededeling dat ze de teruggave van de IMU uit 2012 konden ophalen bij het postkantoor.
Berlusconi stond tweede in de laatste officiële peiling van 9 februari.

### MoVimento 5 Stelle
Het MoVimento 5 Stelle, in het Nederlands bekend als de Vijfsterrenbeweging, is de partij van komiek, activist en populist Beppe Grillo. Grillo zelf was geen kandidaat: hij noemt zijn partij ook geen partij maar een volksbeweging. Grillo was een relatief onbekende nieuwkomer, maar zijn coalitie stond wel derde in de laatste officiële peiling van 9 februari.
De Movimento voerde campagne tegen de corruptie bij de gevestigde partijen, met name bij Il Popolo della Libertà, de partij van Silvio Berlusconi. Daarnaast wilde Grillo een referendum over de euro en wilde hij een groene revolutie doorvoeren.

### Con Monti per l'Italia
Con Monti per l'Italia (Met Monti voor Italië) is de centrumcoalitie onder leiding van premier Mario Monti. De belangrijkste partijen in de coalitie zijn het UDC en de postfascistische partij van Gianfranco Fini (Toekomst en Vrijheid voor Italië). Monti is officieel partijloos, maar is wel het belangrijkste gezicht van de coalitie.
Met zijn partij wilde Monti de ingeslagen weg van zijn beleid voortzetten: zijn lijst is pro-Europa en wilde verregaande liberale hervormingen doorvoeren. Zijn beleid, met name de IMU, de Italiaanse federale ozb, is zeer impopulair. Daarnaast zagen veel kiezers hem als een verlengstuk van de Europese Unie en Angela Merkel.
Monti stond met 10% vierde in de laatste officiële peiling van 9 februari.

## Stembuspeilingen
Italiaanse stembuspeilingen staan om hun onbetrouwbaarheid bekend en gaven daarom slechts een indicatie van het verdere verloop.

### Kamer
| Eerste prognose Kamer om 15.07 uur | Eerste prognose Kamer om 15.07 uur | Eerste prognose Kamer om 15.07 uur |
| Coalitie                           | Percentage                         | Zetels                             |
| ---------------------------------- | ---------------------------------- | ---------------------------------- |
| Democratische Partij               | 34,5                               | 347                                |
| Berlusconi                         | 29,1                               | 126                                |
| MoVimento                          | 19                                 | 82                                 |
| Monti                              | 9,5                                | NNB (haalt kiesdrempel niet)       |

| Tweede prognose Kamer om 17.00 uur | Tweede prognose Kamer om 17.00 uur | Tweede prognose Kamer om 17.00 uur |
| Coalitie                           | Percentage                         |                                    |
| ---------------------------------- | ---------------------------------- | ---------------------------------- |
| Democratische Partij               | 34,3                               |                                    |
| Berlusconi                         | 23,4                               |                                    |
| MoVimento                          | 26,3                               |                                    |
| Monti                              | 10,2                               |                                    |

### Senaat
| Eerste prognose Senaat om 15.06 uur | Eerste prognose Senaat om 15.06 uur |
| Coalitie                            | Percentage                          |
| ----------------------------------- | ----------------------------------- |
| Democratische Partij                | 29,5                                |
| Berlusconi                          | 31                                  |
| MoVimento                           | 25,1                                |
| Monti                               | Onder kiesdrempel                   |

| Tweede prognose Senaat om 17.00 uur | Tweede prognose Senaat om 17.00 uur |
| Coalitie                            | Percentage                          |
| ----------------------------------- | ----------------------------------- |
| Democratische Partij                | 33,15                               |
| Berlusconi                          | 28,68                               |
| MoVimento                           | 24,37                               |
| Monti                               | 9,14                                |

### Lombardije
De autonome regio Lombardije zou doorslaggevend worden in de Senaat, aangezien de grootste partij in een autonome regio 55% van de te vergeven Senaatszetels van die regio kreeg. Lombardije is met 10 miljoen inwoners Italiës belangrijkste regio en heeft daardoor grote politieke invloed.
| Prognose Lombardije voor Senaat om 16:55 | Prognose Lombardije voor Senaat om 16:55 |
| Coalitie                                 | Percentage                               |
| ---------------------------------------- | ---------------------------------------- |
| Democratische Partij                     | 43                                       |
| Berlusconi (Lega Nord)                   | 43                                       |
| Monti                                    | 7                                        |
| MoVimento                                | 7                                        |

| Tweede prognose Lombardije voor Senaat om 18:00 | Tweede prognose Lombardije voor Senaat om 18:00 |
| Coalitie                                        | Percentage                                      |
| ----------------------------------------------- | ----------------------------------------------- |
| Democratische Partij                            | 28,6                                            |
| Berlusconi (Lega Nord)                          | 40,1                                            |
| Monti                                           | 10,3                                            |
| MoVimento                                       | 16,4                                            |

## Uitslag

### Kamer
| Coalitie             | Percentage | Zetels |
| -------------------- | ---------- | ------ |
| Democratische Partij | 29,5       | 345    |
| Berlusconi           | 29,2       | 125    |
| MoVimento            | 25,6       | 109    |
| Monti                | 5,6        | 47     |

### Senaat
| Coalitie             | Zetels |
| -------------------- | ------ |
| Democratische Partij | 123    |
| Berlusconi           | 117    |
| MoVimento            | 54     |
| Monti                | 19     |

- De autonome regio Lombardije werd door Silvio Berlusconi gewonnen.

## Nasleep
- Pier Luigi Bersani won als lijsttrekker van de Democratische Partij met 29,5% van de stemmen de Italiaanse parlementsverkiezingen in februari 2013. Doordat zijn alliantie de grootste werd, maakte hij automatisch aanspraak op 55% van de zetels, oftewel 345 zetels in de Camera dei Deputati. Zijn partij behaalde echter geen meerderheid in de Senato della Repubblica, waar hij met zijn alliantie slechts 123 van de 315 zetels wist te winnen. De verkiezingen hebben daardoor een patstelling veroorzaakt, omdat de toekomstige regering eerst een vertrouwensstemming moest overleven. Aangezien Silvio Berlusconi en Beppe Grillo niet bereid waren steun te verlenen, zouden later mogelijk nieuwe verkiezingen worden gehouden. Die hebben echter niet plaatsgevonden. Pas na de herverkiezing van president Napolitano (op 20 april 2013) en na het terugtreden van PD-leider Bersani (op dezelfde dag) waren links en Berlusconi's Il popolo della libertà bereid tot samenwerking, onder leiding van de oud-burgemeester van Florence Matteo Renzi.
- Laura Boldrini werd op 16 maart 2013 de nieuwe voorzitster van de Camera dei Deputati.[9]
- De verdeelde en chaotische politieke "patstelling" heeft tot een vrijwel directe stijging van de rente, van 4,5 naar 4,8%, op 10-jarige Italiaanse staatsobligaties geleid.[10]

1996 · 2001 · 2006 · 2008 · 2013 · 2018 · 2022